# Guavatá (ort)
Guavatá är en ort i Colombia.   Den ligger i departementet Santander, i den centrala delen av landet, 160 km norr om huvudstaden Bogotá. Guavatá ligger 1 978 meter över havet och antalet invånare är 943.
Terrängen runt Guavatá är kuperad. Runt Guavatá är det tätbefolkat, med 591 invånare per kvadratkilometer. Närmaste större samhälle är Vélez, 7,1 km norr om Guavatá. Omgivningarna runt Guavatá är en mosaik av jordbruksmark och naturlig växtlighet.